# 宋鉞
宋鉞（1478年—？），字德威，武功中衛旗籍，山東武定州人，明朝政治人物。同進士出身。

## 生平
正德二年（1507年）丁卯科順天府鄉試第十一名舉人。正德六年（1511年）中式辛未科會試第□十□名，登第三甲第九名進士。擢授监察御史，巡按山西，历官南阳府、德安府知府。嘉靖十三年（1534年）任长芦盐运使。

## 家族
曾祖宋仲輔；祖父宋福，曾任工部文思院副使；父宋澄，曾任工部軍器局副使。母李氏。具庆下。兄宋鑑（贡士）。弟宋铣、宋鐸、宋钰、宋鎧、宋镗。